# Список епископов Новгородских
Епископская кафедра в Новгороде была учреждена в конце X века после крещения Руси князем Владимиром. Первым новгородским архиереем стал прибывший с князем из Корсуни епископ Иоаким.
До половины XII века новгородского епископа назначал и рукополагал митрополит Киевский и всея Руси с собором епископов в Киеве. Со второй половины XII века новгородцы начали выбирать из местного духовенства и своего владыку, собираясь «всем городом» на вече и посылая избранного в Киев к митрополиту для рукоположения. Первым таким выборным епископом был игумен одного из местных монастырей Аркадий, избранный новгородцами в 1156 году.
В 1165 году новгородские архиереи получили сан архиепископов, а с 1589 года — митрополитов.

## Епископы Новгородские (989—1165)
- Иоаким Корсунянин (989—1030)
  - Ефрем Грек (1030—1035), временно управляющий епископ, по причине нерасположения к нему Киевского митрополита, архиерейства не сподобился
- Лука Жидята (1035?—15 октября 1059)
- Стефан (1060/1061—1068/1069)
- Феодор (1069—1078)
- Герман (1078—1096)
- Никита (1096—30 января 1108)
- Иоанн I (Папин) (1108/1110—1130)
- Нифонт (1130/1131—21 апреля 1156)
- Аркадий (10 августа 1158—19 сентября 1163)
- Иоанн II (1163—1165), с 1165 года — архиепископ

## Архиепископы Великоновгородские и Псковские (1165—1586)
- Иоанн II (1165 — 7 сентября 1186)
- Григорий (29 марта 1187 — 24 мая 1193)
- Мартирий (10 декабря 1193 — 24 августа 1199) — только епископ
- Митрофан (3 июля 1201 — январь 1211), изгнан с кафедры
- Антоний (1211—1219), смещён с кафедры населением
- Митрофан (1219 / 1220—3 июля 1223), вторично
- Арсений Чернец (3 июля 1223—1225), не рукоположён, изгнан с кафедры
- Антоний (1225—1228), вторично
- Арсений Чернец (1228), вторично, изгнан с кафедры
- Антоний (1228—1229), в третий раз
- Спиридон (25 февраля 1230—1249)
- Далмат (25 мая 1251 — 21 октября 1274)
- Климент (2 августа 1276 — 22 мая 1299)
- Феоктист (28 июня 1300 — зима 1307.1308)
- Давид (5 июня 1309 — 5 февраля 1325)
- Моисей (1325—1331)
- Василий Калика (25 августа 1331— 3 июля 1352)
- Моисей (1352—1359), вторично
- Алексий (1359—1375)
- Алексий (1375—1388), вторично
- Иоанн III (17 января 1388—1415)
- Симеон (22 марта 1416 — 15 июня 1421)
- Феодосий I (после 15 июня до 1 сентября 1421 — 30 августа 1423), не рукоположён, смещён с кафедры населением
- Евфимий I (Брадатый) (сентябрь 1423 — 1 ноября 1429)
- Евфимий II (13 ноября 1429 — 11 марта 1458)
- Иона (май 1458 — 5 ноября 1470)
- Феофил (15 ноября 1470 —19 (24) января 1480), низложен и арестован, освобожден в 1483 году после отречения от архиепископства
- Сергий (4 сентября 1483 — 24 июня 1484)
- Геннадий (Гонзов (?)) (12 декабря 1484 — 26 июня 1504)
- Серапион I (15 января 1506 — июль 1509), низложен

(1509—1526) — междуархиерейство
- Макарий I (1526 — 19 марта 1542)
- Феодосий II (18 июня 1542 — май 1551), низложен
- Серапион II (Курцев) (14 июня 1551 — 29 октября 1552)
- Пимен Чёрный (20 ноября 1552 — 25 сентября 1571)
- Леонид (4 декабря 1571 — 20 октября 1575)
- Александр (Бердов) (12 сентября 1576—1586)

## Митрополиты Новгородские и Псковские (1586—1721)
- Александр (Бердов) (1586 — 2 июня 1591)
- Варлаам (Белковский) (20 февраля 1592 — 15 апреля 1601)
- Исидор (6 февраля 1603 — 10 апреля 1619)
- Макарий II (22 июля 1619 — 12 сентября 1626)
- Киприан (Старорусенников) (20 октября 1626 — 17 декабря 1634)
- Аффоний (8 марта 1635 — 7 января 1649)
- Никон (Минин) (11 марта 1649 — 25 июля 1652)
- Макарий III (8 августа 1652 — 14 ноября 1662)
- Питирим (6 августа 1664 — 7 июля 1672)
- Иоаким (Савёлов) (22 декабря 1672 — 26 июля 1674)
- Корнилий (6 августа 1674 — 3 марта 1695)
- Евфимий III (Рылков) (14 апреля 1695 — 6 декабря 1696)
- Иов (5 июня 1697 — 3 февраля 1716)

(1716—1721) — междуархиерейство

## Архиепископы Великоновгородские и Великолуцкие (1721—1762), с 8 октября 1762 года — митрополиты Великоновгородские и Великолуцкие
- Феодосий III (Яновский) (31 декабря 1720 — 12 мая 1725)
- Феофан (Прокопович) (25 июня 1725 — 8 сентября 1736)

(1736—1740) — междуархиерейство
- Амвросий (Юшкевич) (29 мая 1740 — 17 мая 1745)
- Стефан (Калиновский) (18 августа 1745 — 16 сентября 1753)

(1753—1757) — междуархиерейство
- Димитрий (Сеченов) (22 октября 1757 — 14 декабря 1767)

(1767—1774) — междуархиерейство

## Митрополиты Санкт-Петербургские и Новгородские (1775—1799)
(1 января 1775 — 16 октября 1799) — не сливаясь с Санкт-Петербургской епархией, находилась под управлением Санкт-Петербургских митрополитов
- Гавриил (Петров) (16 октября 1799 — 19 декабря 1800)

## Митрополиты Новгородские, Санкт-Петербургские, Эстляндские и Выборгские (1799—1803)
(19 декабря 1800 — 26 марта 1818) — не сливаясь с Санкт-Петербургской епархией, находилась под управлением Санкт-Петербургских митрополитов
- Амвросий (Подобедов) (10 марта 1801—1803)

## Митрополиты Новгородские, Санкт-Петербургские, Эстляндские и Финляндские (1803—1865)
- Амвросий (Подобедов) (1803 — 21 мая 1818)

(26 июня 1818—1892) — не сливаясь с Санкт-Петербургской епархией, находилась под управлением Санкт-Петербургских митрополитов
- Михаил (Десницкий) (25 июня 1818—24 марта 1821)
- Серафим (Глаголевский) (19 июня 1821 — 17 января 1843)
- Антоний (Рафальский) (17 января 1843—4 ноября 1848)
- Никанор (Клементьевский) (4 ноября 1848 — 17 сентября 1856)
- Григорий (Постников) (1 октября 1856 — 17 июля 1860)
- Исидор (Никольский) (1 июля 1860 — июль 1865)

## Митрополиты Новгородские, Санкт-Петербургские и Финляндские (1865—1892)
- Исидор (Никольский) (июль 1865 — 7 сентября 1892)

## Архиепископы Новгородские и Старорусские (1892—1923); с 1923 — митрополиты (архиепископы) Новгородские
- Феогност (Лебедев) (21 ноября 1892 — 13 августа 1900)
- Гурий (Охотин) (13 октября 1900 — 17 октября 1910)
- Арсений (Стадницкий) (5 ноября 1910 — 11 августа 1933), в связи с нахождением митрополита Арсения с лета 1922 под арестом и в ссылке епархия до 1933 имела временно управляющих епископов
  - Серафим (Велицкий) (июнь 1922 — 1924), временно управляющий епископ
  - Иосиф (Петровых) (1925—1926), временно управляющий епископ
  - Алексий (Симанский) (сентябрь 1926 — август 1933), временно управляющий епископ
- Алексий (Симанский) (11 августа — 5 октября 1933), митрополит
- Венедикт (Плотников) (5 октября 1933 — август 1936)
  - Сергий (Васильев) (1936—1937) — управляющий епархией
  - Николай (Ярушевич) (1937—1940) — управляющий епархией

## Митрополиты Ленинградские и Новгородские (1943—1956)
(1943—1956) — объединена с Ленинградской епархией
- Алексий (Симанский) (10 декабря 1943 — 4 февраля 1945 [фактически — до 26 мая 1944])
  - Григорий (Чуков) (26 мая 1944 — 7 сентября 1945) — временно управляющий епископ
- Григорий (Чуков) (7 сентября 1945 — 5 ноября 1955)
- Елевферий (Воронцов) (28 ноября 1955 — 31 декабря 1956)

## Епископы Новгородские и Старорусские (1956—1963)
- Сергий (Голубцов) (22 ноября 1956 — 23 августа 1959), временно управляющий епископ
- Сергий (Голубцов) (23 августа 1959 — 24 февраля 1963)

## Архиепископы Новгородские и Старорусские (1963—1967)
- Сергий (Голубцов) (25 февраля 1963 — 7 октября 1967)

## Митрополиты Ленинградские и Новгородские (1967—1990)
(1967—1990) — объединена с Ленинградской епархией
- Никодим (Ротов) (7 октября 1967—5 сентября 1978)
- Антоний (Мельников) (29 сентября 1978 — 29 мая 1986)
- Алексий (Ридигер) (29 июля 1986 — 19 июля 1990)

## Епископы Новгородские и Старорусские (1990—1995)
- Лев (Церпицкий) (20 июля 1990 — 25 февраля 1995)

## Архиепископы Новгородские и Старорусские (1995—2012)
- Лев (Церпицкий) (25 февраля 1995 — 8 января 2012)

## Митрополиты Новгородские и Старорусские (с 2012)
- Лев (Церпицкий) (с 8 января 2012)